# Nicéphore Niépce
Joseph Nicéphore Niépce, även stavat Niepce, född 7 mars 1765 i Chalon-sur-Saône, död 4 juli 1833 i Saint-Loup-de-Varennes nära Chalon-sur-Saône, var den förste som lyckades framställa en varaktig fotografisk bild. Han var farbror till Abel Niepce de Saint-Victor.

## Fotografisk utveckling

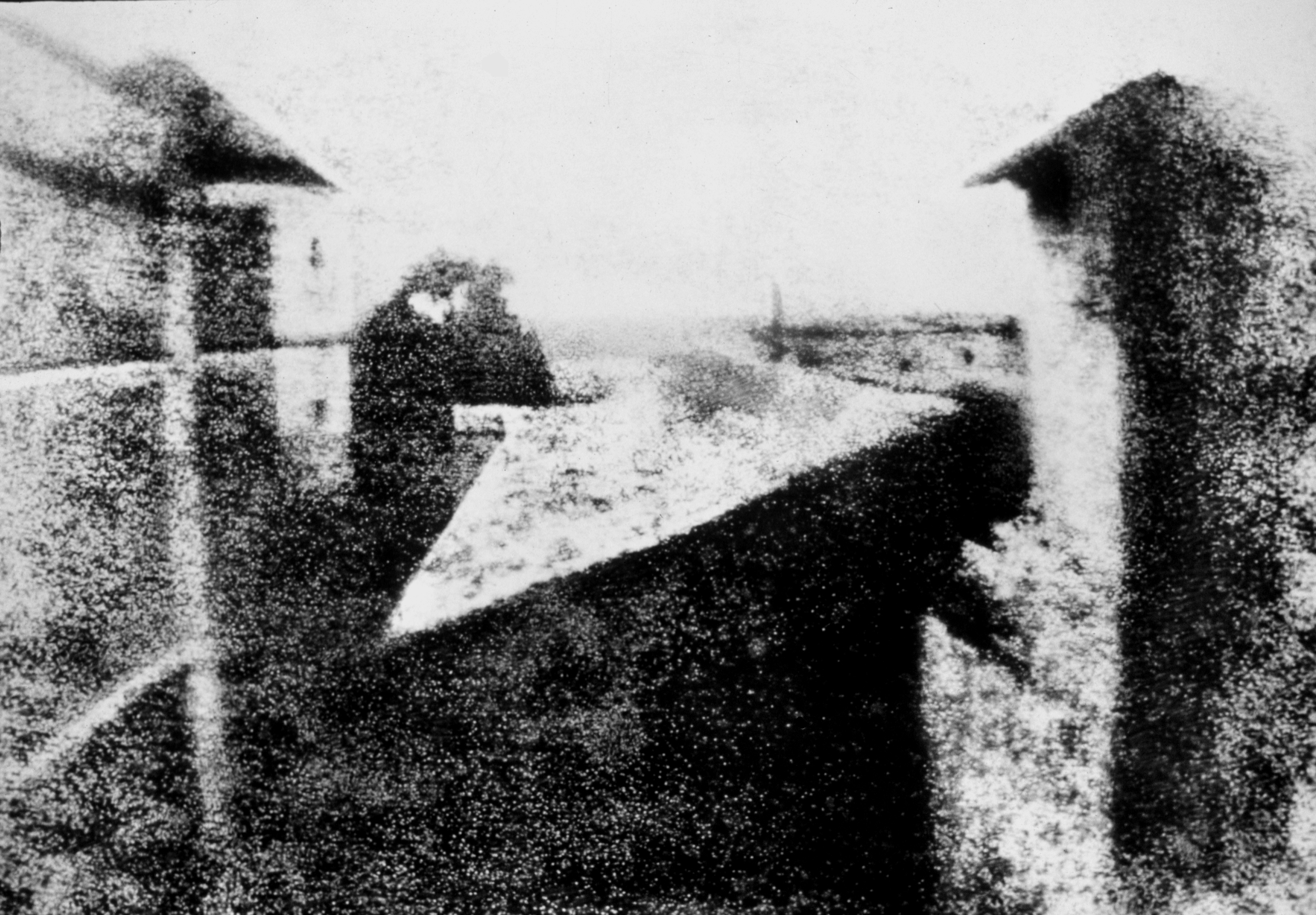
Det första bevarade fotografiet framställt med kamera: Utsikt från fönstret i Le Gras, framställt av Niépce år 1826.

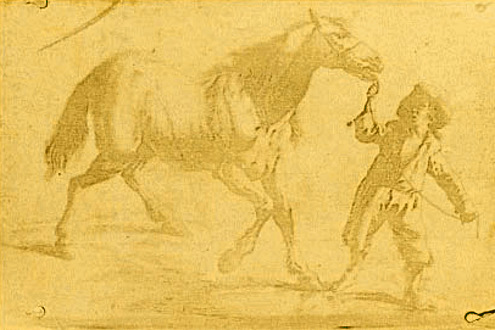
1825 reproducerade Niépce en flamländsk 1600-talsgravyr via en heliografisk process.

### Experiment och första avbildningar
Niépce började experimentera med att försöka framställa bilder i ljussalter redan 1793 eller 1794. 1816 hade han lyckats framställa sådana bilder men ännu inte hittat någon metod att fixera dem.
Den tidigaste bevarade bilden framställd av Niépce gjordes 1825. Det är en reproduktion 1825 av en flamländsk 1600-talsgravyr enligt principen heliografi. Detta gjordes med direktkontakt mellan gravyr och den heliografiska plåten och utan användande av camera obscura.

### Första bevarade fotografiet via kamera
Det äldsta bevarade fotografiet med hjälp av kamera av Niépce är daterat 1826. Denna bild föreställer utsikten från ett fönster i hans verkstad i Saint-Loup-de-Varennes och var även den producerad med hjälp av den heliografiska processen. 
Bilden exponerades i många timmar i fullt solljus. Det fotokänsliga materialet var en tennplåt belagd med bitumen (asfalt) som lösts upp i lavendelolja och blandats med fernissa. Han härdade blandningen med värme. När asfalten utsattes för solljus härdades den av solens infraröda strålar. De härdade partierna blev olösliga i petroleum. Bilden var fortfarande osynlig och måste "framkallas" genom att de icke härdade partierna sköljdes bort. Ett fotografi uppstod som dock var negativt. Genom att betrakta bilden i en viss vinkel och med de rätta ljusförhållandena kunde man dock se en positiv bild.

### Fototeknik
Niépce utvecklade metoden genom att använda en silverplåt. Denna kunde efter exponeringen behandlas med ångorna från kristallint jod. De ytor som var otillräckligt skyddade av fernissa och asfalt efter framkallningen, angreps av jod och svartnade när de kom i kontakt med luften, så som silver gör när det oxiderar. Med detta omvändningsförfarande ändrades bilden från att ha varit negativ till att bli positiv. 
Kameran som Niépce använde var en enkel konstruktion med lins, en camera obscura med bälg som kunde förlängas för att få rätt brännvidd. Niépce samarbetade från 1829 med Louis Jacques Mandé Daguerre (1789–1851) för att utveckla kameran och den fotokemiska processen.

## Utmärkelser
Asteroiden 3117 Niepce är uppkallad efter honom.

## Galleri

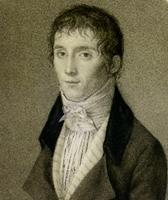
Nicéphore Niépce.
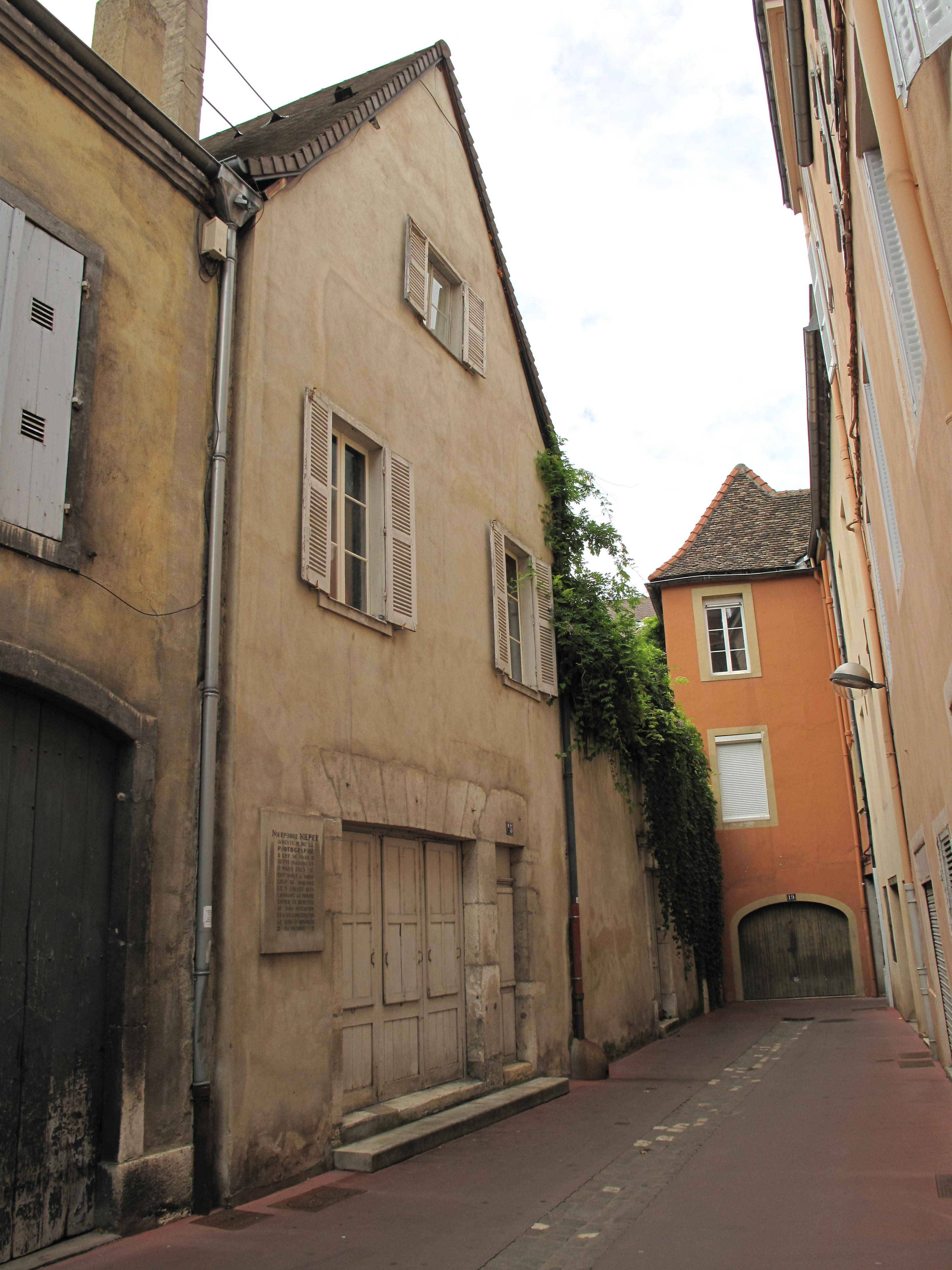
Nicéphore Niépces födelsehem.
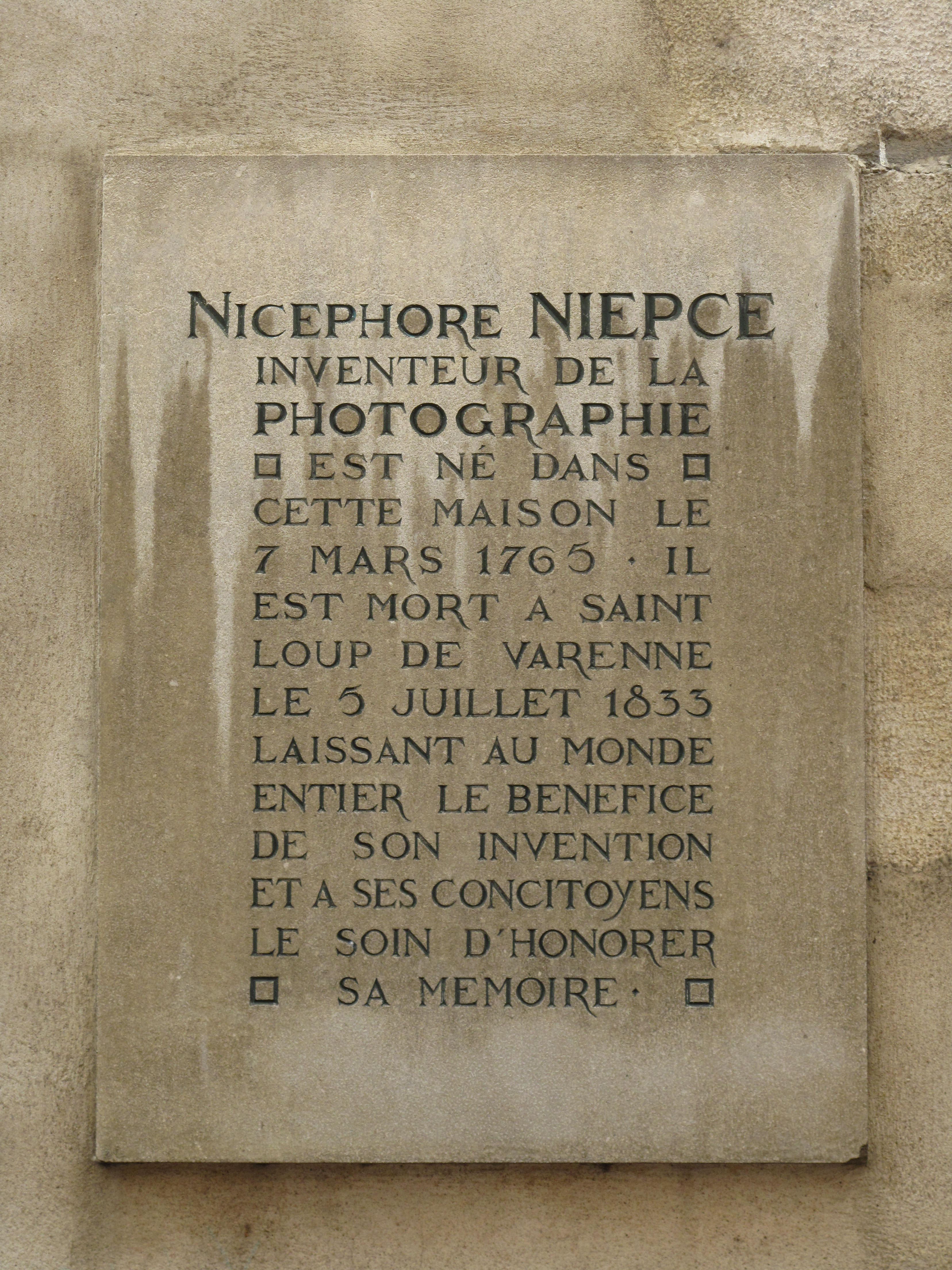
Plaket på Nicéphore Niépces födelsehem.
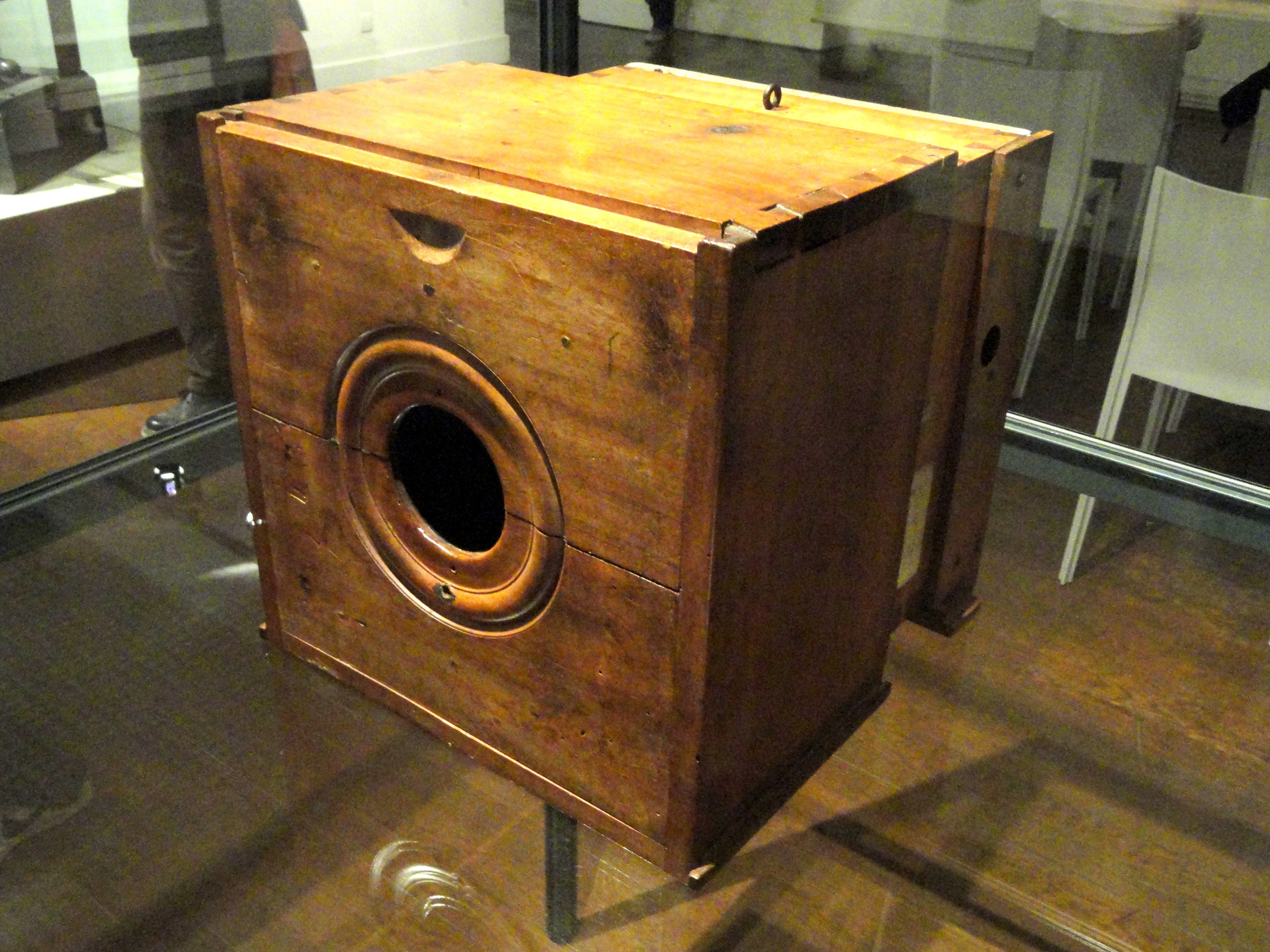
Nicéphore Niépces kamera från 1820.
Niépces signatur.